# Oglasa purpureotincta
Oglasa purpureotincta là một loài bướm đêm trong họ Noctuidae.